# Пеги, Шарль
Шарль Пеги́ (фр. Charles Péguy; 7 января 1873, Орлеан, — 5 сентября 1914, Вильруа) — французский поэт, драматург, публицист, эссеист и редактор.

## Биография
Пеги — сын и внук крестьян-виноградарей. Его отец Дезире Пеги умер в 1874 году.
Учился в Лицее Ланакаль. Получил стипендию в Высшей нормальной школе, где посещал, в частности, лекции Анри Бергсона и Ромена Роллана, с которыми подружился.
Издатель журнала «Cahiers de la quinzaine» с 1900 по 1914 годы.
В 1897 году женился на Шарлотте-Франсуаз Бодуан; у них была одна дочь и три сына, один из которых родился после его смерти.
Был сторонником социалистических идей, членом социалистической партии Франции с 1894 года и активным дрейфусаром. Однако к 1908 году окончательно стал приверженцем римско-католической доктрины, которая стала играть основополагающее значение в его мировоззрении.

## Творчество
Во французской литературе Пеги остался как поэт католицизма и французского национализма. Религиозностью и национализмом проникнуты его главные художественные произведения: диалог «Le Mystère de la Charité de Jeanne d’Arc» («Таинство милосердия Жанны д’Арк») и книги стихов «Ève» («Ева») и «Tapisserie de Notre Dame» («Ковёр Богородицы», 1913). Стиль Пеги не имеет ничего общего с эстетством символистов. Синтаксис его прост и временами даже грубоват. Самое характерное для стихов и даже для художественной прозы — патетическая интонация при самой обычной, обиходной лексике, непрерывное нарастание напряженного лирического волнения, выражающееся в постоянных повторениях одних и тех же фраз, целых стихотворных строк, возвращении к ним, интонационном подчеркивании наиболее важного и существенного. Все это сближает стиль Пеги со стилем средневековых молитв-литаний, однако здесь нет ни малейших элементов сознательного стилизаторства: форма литании порождена в данном случае адекватным содержанием лирических эмоций, волновавших поэта.
В своей поэзии («Мистерия о милосердии Жанны д’Арк» — 1910, «Мистерия о святых праведниках» — 1912, «Ева» — 1913) Пеги стремился к изображению героических сюжетов и характеров и к раскрытию народных нравственных и религиозных идеалов — поэмы стилизованы в духе наивной средневековой религиозной мистерии. Писал также публицистические и философско-эссеистические работы (в частности, посмертно была опубликована его книга «Клио, диалог истории и языческой души»).
С 1905 по 1914 год Пеги много писал о предстоящей войне. В самом начале Первой мировой войны был мобилизован и стал командиром взвода пехотного полка. Убит в начале битвы на Марне.
Во Франции в 1916—1955 годах издано собрание сочинений Пеги в 20 томах. Английский поэт Джеффри Хилл посвятил ему поэму «Таинство милосердия Шарля Пеги» (1983, название отсылает к драме Пеги «Таинство милосердия Жанны д’Арк», 1910).

## Издания на русском языке
- Шарль Пеги. Наша юность. Мистерия о милосердии Жанны Д’Арк / перевод: Е. А. Легенькова, Е. Н. Джусоева / ред. С. Л. Фокин / вст. ст. Т. С. Таймановой. — Наука. Ленинградское отделение, 2001. — 410 с. — 2000экз. — ISBN 5-02-026806-2
- Шарль Пеги. Избранное. Проза. Мистерии. Поэзия. Русский путь, 2006. — 400 с. — 1000 экз. — ISBN 5-85887-197-6